# Чёрный, Карп Григорьевич
Карп Григорьевич Чёрный (26 октября 1902 — 19 сентября 1985) — русский советский писатель и литературовед. Основатель факультета русского языка и литературы Ставропольского государственного университета и его преподаватель на протяжении 50 лет. Член Союза писателей СССР (1958). Председатель Ставропольского краевого отделения Союза Писателей СССР (1959—1967).

## Биография
Родился 26 октября 1902 года в станице Новоджерелиевской Кубанской области (ныне Краснодарского края).
В Революцию вступил в комсомол, служил в ЧОН.
После Гражданской войны в 1922 году, сдав экстерном экзамены за среднюю школу, поступил на филологический факультет Кубанского педагогического института.
Окончив институт работал учителем в школах.
В 1928 году вышла его повесть «Бабы», в 1929 году направлен делегатом на Всероссийский съезд крестьянских писателей, проходивший под руководством Максима Горького.
Окончив аспирантуру, в 1933 году стал преподавателем только что основанного Ставропольского педагогического института, где создал с «нуля» факультет русского языка и литературы, доцент (1934).
Участник Великой Отечественной войны. По слабости зрения получил «небоевую» должность интенданта. Гвардии старший лейтенант интендантской службы, начальник финансовой службы 77-го танкового полка 367-го танкового батальона 31-го танкового корпуса (с 1945 года — 31-я гвардейская танковая дивизия).
На фронте с 1942 года — сначала на Южном, затем на 1-м и 4-м Украинских фронтах. Победу встретил в Праге.

Под артналётами пробирался в боевые порядки и вёл работу по обмену денежных аттестатов на семьи.
 Несмотря на трудность работы во время быстрых передвижений, финансовое хозяйство ведёт правильно, отчётность в образцовом порядке.— орденами Красной Звезды, 9 августа 1945
Награждён орденами Красной Звезды(1945) и Отечественной войны II степени (1985) и медалью «За победу над Германией».
После войны вернулся в Ставропольский педагогический институт, где и работал до конца жизни: заведовал кафедрой литературы, в середине 50-х был деканом факультета.
В 1951 году защитил в МГПИ им. В. П. Потёмкина кандидатскую диссертацию на тему «Путешествие в Арзрум» А. С. Пушкина.
Одновременно с преподавательской деятельностью занимался литературной деятельностью. В 1958 году был принят в Союз писателей СССР. Делегат шести съездов писателей РСФСР и СССР.
Возглавлял Ставропольского краевого отделение Союза Писателей СССР в 1959—1967 и в 1970—1974 годах.
Был одним из основателей и на протяжении 30 лет — главным редактором альманаха «Ставрополье». Руководил отделом литературы и искусства в газете «Ставропольская правда».
Умер 19 сентября 1985 в Ставрополе.

## Творчество
Автор более десяти книг, множества статей о классической и современной литературе.
Первая его книга — повесть «Бабы» вышла в 1927 году.
Автор исследований о пребывании писателей на Кавказе: «Лермонтов» (1941), «Пушкин и Кавказ» (1950) — о творчестве А. С. Пушкина, затем переросшая в беллетризованное повествование «Кавказ подо мною» (1965), «У истоков подвига» — о кавказском периоде жизни Л. Толстого.
Также написал книги: «Сегодня, завтра, всю жизнь» (1962), «… и личного счастья» (1969), «Там вдали, за рекой…» (1970), «Идеалы и люди» (1971), «Несколько дней жаркого лета» (1980), «Мать — доброе сердце» (1983).
Военные впечатления стали материалом книги «Звенья» (1972), рассказов «Награда» и «Смерть Танфильева».
Автор сказки для детей «Путешествие в Страну Запрещённых Улыбок» (1975).

## Награды
За участие в войне награждён орденами Красной Звезды (1945) и Отечественной войны (1985), медалью «За победу над Германией».
За трудовую деятельность награждён орденами Ленина и «Знак Почёта», медалью «За трудовую доблесть», Почетной грамотой президиума Верховного Совета РСФСР.
Заслуженный работник культуры РСФСР, Отличник народного просвещения РСФСР.